# درفک سفلی
درفک سفلی، روستایی است از توابع بخش مرکزی و در شهرستان خوشاب استان خراسان رضوی ایران. مردم روستای درفک سفلی به زبان ترکی خراسانی سخن می‌گویند.
برای دسترسی به روستای درفک مسیر های متعددی وجود دارد .
برای رفتن به روستای درفک باید از مسیر روستاهای سنگ سفید، بعد از آن طبس ،و سپس از دیواندر عبور کرد که مسیر آن تا طبس آسفالت و از طبس تا درفک خاکی میباشد.
آب و هوای روستای درفک سرد کوهستانی و ییلاقی میباشد.
امامزاده جعفر بن موسی برادر امام رضا در این روستا قرار دارد و زائرسرایی به منظور رفاه حال زائران و مسافران در شمال این بنا ایجاد شده.
اکثر جمعیت روستا به تهران و بومهن مهاجرت کرده اند.

## جمعیت
این روستا در دهستان طبس قرار داشته و بر اساس سرشماری سال ۱۳۸۵ جمعیت آن ۲۳۷ نفر (۸۵ خانوار)
بوده است.